# Danh sách phát minh và khám phá của người Nhật Bản
Dưới đây là danh sách các phát minh, sáng kiến (ý tưởng đột phá) và khám phá được thực hiện bởi những người sinh ra tại Nhật Bản hoặc không sinh ra tại đây nhưng dành phần lớn cuộc đời và sự nghiệp họ trên lãnh thổ Nhật Bản ngày nay. Đây là những thành tựu mang tính đột phá của nước Nhật và người Nhật trong nhiều lĩnh vực như nghệ thuật, khoa học, kỹ thuật, công nghệ...
Danh sách được sắp xếp theo thứ tự các chữ cái trong bảng chữ cái tiếng Việt mở rộng.

## A
- Aikido
- Anime

## B
- Bộ nhớ flash
- Bột ngọt (monosodium glutamate)

## D
- DVD

## F
- Fax

## J
- Judo
- Jujutsu

## K
- Karaoke
- Karate
- Katana

## M
- Manga
- Methamphetamine
- Mì ăn liền

## N
- Ninjutsu
- Nồi cơm điện

## T
- Tiểu thuyết (tiểu thuyết tâm lý), Truyện kể Genji

## U
- Umami